# Иц
Иц (нем. Uetz) — муниципальный район и населённый пункт в Германии, в земле Саксония-Анхальт. Входит в состав города Тангерхютте района Штендаль.
Население составляет 199 человек (на 31 декабря 2006 года). Занимает площадь 5,85 км².
Впервые упоминается в 1375 году.
До 2010 года имел статус общины. 31 мая 2010 года вошёл в состав города Тангерхютте. Последним бургомистром общины был Йёрг Рудовскии (местный блок).